# K League 2001
La K League 2001 fue la 19.ª temporada de la K League. Contó con la participación de diez equipos. El torneo comenzó el 17 de junio y terminó el 28 de octubre de 2001.
El campeón fue Seongnam Ilhwa Chunma, por lo que clasificó a la Liga de Campeones de la AFC 2002-03. Por otra parte, salió subcampeón Anyang LG Cheetahs.

## Reglamento de juego
El torneo se disputó en un formato de todos contra todos a tres rondas, de manera tal que cada equipo debió jugar dos partidos de local y uno de visitante (o viceversa) contra sus otros nueve contrincantes. Una victoria se puntuaba con tres unidades, mientras que el empate valía un punto y la derrota, ninguno. El play-off por el campeonato fue eliminado.
Para desempatar se utilizaron los siguientes criterios:
1. Puntos
2. Diferencia de goles
3. Goles anotados
4. Resultados entre los equipos en cuestión

## Tabla de posiciones
| Pos. | Equipo                    | Pts. | PJ | G  | E  | P  | GF | GC | Dif. | Clasificación                                        |
| ---- | ------------------------- | ---- | -- | -- | -- | -- | -- | -- | ---- | ---------------------------------------------------- |
| 1    | Seongnam Ilhwa Chunma (C) | 45   | 27 | 11 | 12 | 4  | 35 | 20 | +15  | Clasificado a la Liga de Campeones de la AFC 2002-03 |
| 2    | Anyang LG Cheetahs        | 43   | 27 | 11 | 10 | 6  | 30 | 23 | +7   |                                                      |
| 3    | Suwon Samsung Bluewings   | 41   | 27 | 12 | 5  | 10 | 40 | 35 | +5   |                                                      |
| 4    | Busan I'Cons              | 41   | 27 | 10 | 11 | 6  | 38 | 33 | +5   |                                                      |
| 5    | Pohang Steelers           | 38   | 27 | 10 | 8  | 9  | 28 | 29 | −1   |                                                      |
| 6    | Ulsan Hyundai Horang-i    | 36   | 27 | 10 | 6  | 11 | 34 | 39 | −5   |                                                      |
| 7    | Bucheon SK                | 35   | 27 | 7  | 14 | 6  | 29 | 29 | 0    |                                                      |
| 8    | Chunnam Dragons           | 28   | 27 | 6  | 10 | 11 | 28 | 33 | −5   |                                                      |
| 9    | Jeonbuk Hyundai Motors    | 25   | 27 | 5  | 10 | 12 | 23 | 33 | −10  |                                                      |
| 10   | Daejeon Citizen           | 25   | 27 | 5  | 10 | 12 | 25 | 36 | −11  | Clasificado a la Liga de Campeones de la AFC 2002-03 |

 Fuente: South Korea 2001
Notas:
1. ↑  Daejeon Citizen se clasificó para la Liga de Campeones de la AFC 2002-03 al ganar la Copa FA de Corea 2001.

## Campeón
|                                          |
|                                          |
| Campeón Seongnam Ilhwa Chunma 4.º título |